# Allègre-les-Fumades
Allègre-les-Fumades là một xã ở tỉnh Gard ở miền nam nước Pháp. Xã này có diện tích 24,59 kilômét vuông, dân số năm 1999 là 616 người. Khu vực này có độ cao trung bình 135 mét trên mực nước biển.